# 沢村紫光
澤村 紫光（さわむら しこう、1931年3月1日 - ）は、日本の経営者。沖電気工業社長、会長を務めた。

## 来歴・人物
栃木県出身。1953年に成蹊大学政治経済学部を卒業し、同年に沖電気工業に入社。1979年6月に取締役に就任し、1985年2月に常務、1991年6月に専務、1993年6月に副社長を経て、1995年8月に社長に就任。1998年6月に会長に就任し、2000年6月には相談役に退いた。
2005年11月に旭日重光章を受章。